# Tadao Takayama
Tadao Takayama (高山 忠雄, Takayama Tadao, né le 24 juin 1904 à Tokyo au Japon) est un footballeur japonais.